# Luis Fernando Rodríguez Velásquez

Wappen von Luis Fernando Rodríguez Velásquez

Luis Fernando Rodríguez Velásquez (* 8. Dezember 1959 in Medellín) ist ein kolumbianischer Geistlicher und römisch-katholischer Erzbischof von Cali.

## Leben
Luis Fernando Rodríguez Velásquez empfing am 25. August 1984 das Sakrament der Priesterweihe für das Erzbistum Medellín.
Am 5. Juli 2014 ernannte ihn Papst Franziskus zum Titularbischof von Illiberi und zum Weihbischof in Cali. Der Apostolische Nuntius in Kolumbien, Erzbischof Ettore Balestrero, spendete ihm am 22. August desselben Jahres die Bischofsweihe; Mitkonsekratoren waren der Erzbischof von Medellín, Ricardo Tobón, und der Erzbischof von Cali, Darío de Jesús Monsalve Mejía.
Papst Franziskus bestellte ihn am 22. April 2022 zum Koadjutorerzbischof von Cali. Mit dem Rücktritt Monsalve Mejías am 8. Dezember 2022 folgte er diesem als Erzbischof von Cali nach.